# Benjamin Puntous
Pour les articles homonymes, voir Puntous (homonymie).
Pas d'image ? Cliquez ici

a Compétitions nationales et continentales officielles uniquement.

Dernière mise à jour le 7 juin 2024.
Benjamin Puntous, né le 17 septembre 1999 à Dax, est un joueur français de rugby à XV qui évolue au poste de centre.

## Biographie
Né le 17 septembre 1999 à Dax, Benjamin Puntous pratique le rugby à XV dès l'âge de neuf ans en catégorie poussins, en 2009. Il est pendant sa jeunesse sacré champion de France UNSS en catégorie minimes avec l'équipe du collège Léon des Landes, notamment auprès de Guillaume Cramont et Théo Duprat.
Il intègre ensuite le centre de formation dacquois à partir de la saison 2017-2018. Alors que les rouge et blanc sont relégués en Fédérale 1, il choisit de rester au club pendant une saison afin de gagner du temps de jeu.
Puntous quitte le club landais après cette première saison pour rejoindre l'US Montauban évoluant alors en Pro D2, afin d'évoluer dans un nouvel environnement. Intégré aux séances d'entraînements avec l'équipe première malgré son statut d'espoir, Puntous joue son premier match professionnel le 17 novembre 2019, sur le terrain du FC Grenoble en tant que titulaire,. Alors qu'il continue à apparaître occasionnellement avec l'équipe première, il prolonge son contrat en mars 2021, toujours sous statut espoir. Entre-temps passé sous statut professionnel, il n'est pas conservé à l'issue de la saison 2022-2023.
Contacté par le manager d'alors Jean-Frédéric Dubois, également son premier entraîneur à Montauban, Puntous réintègre son club formateur, signant un contrat de deux saisons ; sa signature est actée assez tôt durant la saison, avant que la promotion du club dacquois en Pro D2 ne soit actée,. En ouverture de la saison 2024-2025, il prolonge son contrat pour deux nouvelles saisons, soit jusqu'à l'été 2027. Évoluant principalement au poste de deuxième centre, il adopte une polyvalence avec le poste de premier centre afin de pallier les absences au sein de l'équipe.